# 高瀬川橋
高瀬川橋（たかせがわばし）は、福島県双葉郡浪江町を流れる二級水系請戸川水系高瀬川に架かる道路橋である。同名の橋梁が複数存在する。

## 常磐自動車道
E6

### 概要
- 全長：624.0m
- 幅員：9.8m
- 竣工：2012年[1]

大熊インターチェンジ～浪江インターチェンジ間にある橋梁で、南詰は井手字大円川原、北詰は小野田字小野田に位置する。福島県内で11番目に長い道路橋である。当初は2011年（平成23年度）の供用開始が予定されていたが、福島第一原子力発電所事故の影響により、当地が警戒区域に指定されたため供用開始の目途が立っていなかった。その後の警戒区域の見直しにより、2015年（平成27年）3月1日に常磐富岡インターチェンジ～浪江インターチェンジ間の延伸開通により供用が開始された。建設当初は全長633mの計画であった。これは福島県による高瀬川の河川改修計画をもとにしたもので、右岸部分には堤防上の河川管理用道路と堤防下の浪江町道6148号線の建設が予定され、これらを跨ぐ予定であった。これらの道路は高低差があるもののほぼ同位置に計画されていたため、河川管理者の福島県と町道管理者の浪江町、当橋梁の建設主体である東日本高速道路との間で協議がなされ、最終的に堤防上の道路に管理用道路と町道を重複させることで橋梁の全長を短くし、建設費の削減を行うことができた。

## 国道6号

### 概要
- 全長：131.3m
  - 主径間：25.8m
- 幅員：8.3m
- 形式：5径間鋼単純鈑桁橋
- 竣工：1964年12月[3]

260.2キロポスト付近にある橋梁で、南詰は高瀬字牛渡川原、北詰は幾世橋字一里壇に位置する。歩行者の安全性向上の為に2001年に幅員2.8mの側道橋が建設された。

## 福島県道253号落合浪江線

### 概要
- 全長：129.64m
- 幅員：7.5m
- 竣工：1972年[5]

国道6号高瀬川橋の旧道に当たる陸前浜街道の橋梁であり、南詰は高瀬字堀内、北詰は牛渡字竹の花に位置する。すぐ下流側にはJR常磐線高瀬川橋梁が架けられている。